# Y: The Last Man
Y: The Last Man (Y: O Último Homem, no Brasil) é uma série de história em quadrinhos escrita por Brian K. Vaughan e publicada pela editora Vertigo em sessenta edições, sobre o único homem sobrevivente de uma súbita, espontânea e simultânea morte de todos os animais do planeta com cromossomo Y, incluindo humanos. A série foi aclamada pelo público e pela crítica especializada.
A arte da série foi feita por Pia Guerra. Muito foi dito sobre o fato de Guerra ser uma mulher, mas Vaughan insistiu que o fato da desenhista ser mulher nada tem a ver com o tema da série. Ele disse que o trabalho dela simplesmente foi o que mais se adequou ao que ele tinha em mente para a série.
No Brasil, os dois primeiros encadernados da série foram publicados pela Opera Graphica. Até início do primeiro semestre de 2009, os direitos de publicação da série pertenciam à Pixel Media, que iria lançá-la na revista Pixel Magazine. Contudo, desde o segundo semestre do mesmo ano, a editora Panini Comics anunciou que detinha os direitos de publicação total da linha Vertigo. Assim, a Panini lançou novamente o primeiro encadernado e completou a série inteira em 10 volumes. Em 2015 a editora começou a relançar a série em capa dura.

## Enredo
No verão de 2002 nosso planeta foi atingido por uma praga de origem desconhecida que matou todos os mamíferos com um cromossomo Y, incluindo fetos desenvolvidos e até mesmo esperma. Referida como "generocídio", a praga rápida e instantâneamente exterminou 48% da população mundial, aproximadamente 2,9 bilhões de homens. Dois mamíferos machos sobreviveram. Um deles é um jovem ilusionista do Brooklyn chamado Yorick Brown. O outro é o seu animal de estimação, um Capuchinho chamado Ampersand.
A sociedade é então lançada no caos quando as suas infraestruturas colapsam e as mulheres sobreviventes tentam lidar com a perda dos homens, e com a sua "culpa de sobreviventes" e o conhecimento de que a humanidade está fadada à extinção. Vaughan descreve meticulosamente a sociedade que emerge desse caos, desde a conversão do fálico Monumento de Washington num monumento em memória aos homens mortos, até a gênese das fanáticas Filhas das Amazonas, que acreditam que a Mãe Natureza se limpou da "aberração" do cromossomo Y.
Durante a sua jornada, Yorick e os seus amigos descobrem como a sociedade lidou com as consequencias da peste. Entretanto, muitas das mulheres que eles encontram tem segundas intenções com relação a Yorick.
Apesar do tema da série ser sério, Y: The Last Man também é notório por seu humor. Yorick, particularmente, é fonte de máximas, apesar de outros personagens também terem seus momentos.

## Edições encadernadas
A série foi relançada pela Panini Comics após um período sendo publicada (pela metade) pela antiga editora, Pixel Media. A Editora Panini adotou um método de lançamento por encadernados. Ao todo foram dez volumes, iguais aos encadernados americanos. Em 2015 a editora Panini anunciou a republicação da série, agora em formato capa dura com cinco volumes.
| #  | Título - Original Title                        | ISBN               | Data de lançamento *EUA | Revistas encadernadas  |
| -- | ---------------------------------------------- | ------------------ | ----------------------- | ---------------------- |
| 1  | Extinção - Unmanned                            | ISBN 1-56389-980-9 | 2 de Janeiro, 2003      | Y: The Last Man #1–5   |
| 2  | Ciclos - Cycles                                | ISBN 1-4012-0076-1 | 1º de Setembro, 2003    | Y: The Last Man #6–10  |
| 3  | Um Pequeno Passo - One Small Step              | ISBN 1-4012-0201-2 | 1º de Abril, 2004       | Y: The Last Man #11–17 |
| 4  | A Senha - Safeword                             | ISBN 1-4012-0232-2 | 1º de Dezembro, 2004    | Y: The Last Man #18–23 |
| 5  | Anel da Verdade - Ring of Truth                | ISBN 1-4012-0487-2 | 13 de Julho, 2005       | Y: The Last Man #24–31 |
| 6  | Menina com Menina - Girl on Girl               | ISBN 1-4012-0501-1 | 23 de Novembro, 2005    | Y: The Last Man #32–36 |
| 7  | Boneca de Papel - Paper Dolls                  | ISBN 1-4012-1009-0 | 1 de Maio, 2006         | Y: The Last Man #37–42 |
| 8  | Dragões de Kimono - Kimono Dragons             | ISBN 1-4012-1010-4 | 22 de Novembro, 2006    | Y: The Last Man #43–48 |
| 9  | Pátria-Mãe - Motherland                        | ISBN 1-4012-1351-0 | 9 de Maio, 2007         | Y: The Last Man #49–54 |
| 10 | Não há Causas sem Porquê - Whys and Wherefores | ISBN 1-4012-1813-X | 1 de Julho, 2008        | Y: The Last Man #55–60 |

Depois da série ter sido lançada por completa nos EUA, ela ganhou uma nova encadernação de capa dura, com um tamanho um pouco maior do padrão americano e capas alternativas.
| # | Título              | ISBN               | Data de lançamento *EUA | Revistas encadernadas  |
| - | ------------------- | ------------------ | ----------------------- | ---------------------- |
| 1 | Deluxe Livro Um     | ISBN 1-4012-1921-7 | 28 de Outubro, 2008     | Y: The Last Man #1–10  |
| 2 | Deluxe Livro Dois   | ISBN 1-4012-2235-8 | 6 de Maio, 2009         | Y: The Last Man #11–23 |
| 3 | Deluxe Livro Três   | ISBN 1-4012-2578-0 | 13 de Abril, 2010       | Y: The Last Man #24–36 |
| 4 | Deluxe Livro Quatro | ISBN 1-4012-2888-7 | 12 de Outubro, 2010     | Y: The Last Man #37–48 |
| 5 | Deluxe Livro Cinco  | ISBN 1-4012-3051-2 | 3 de Maio, 2011         | Y: The Last Man #49–60 |

- OBS: As datas de lançamento e os números do 'ISBN' são dos encadernados americanos.

## Em outras mídias
Os direitos da história foram comprados pela New Line Cinema, que pretendia fazer a adaptação cinematográfica, chegando inclusive a escolher o diretor Dan Trachtenberg, para dirigi-la. Porém o prazo para realizar a produção expirou, e em 2014 os direitos retornaram aos criadores.
Em 2015, rumores apontaram que o canal FX faria uma série de TV adaptando a obra. Posteriormente, a produção foi oficializada e foi noticiado que Michael Green será o showrunner do seriado. Em 2018, foi o anunciado o elenco da série. O episódio piloto será dirigido por Melina Matsoukas.
Em 2011, uma adaptação do quadrinho foi feita em Portugal por Luís Lobo e Bruno Telésforo como curta-metragem independente universitário produzido pela Universidade Lusófona, estreando no festival de filmes Fantasporto.

## Prêmios e indicações
A série foi indicada a vários prêmios, concorrendo diversas vezes ao Prêmio Eisner. O volume dez foi indicado ao Prêmio Hugo de Melhor História em Quadrinhos.
| Ano  | Prêmio       | Categoria                                    | Indicação                                      | Resultado | Ref           |
| ---- | ------------ | -------------------------------------------- | ---------------------------------------------- | --------- | ------------- |
| 2003 | Eisner Award | Melhor Nova Série                            | Y: The Last Man                                | Indicado  | [ 8 ] [ 9 ]   |
| 2005 | Eisner Award | Melhor Série Continuada                      | Y: The Last Man                                | Indicado  | [ 10 ] [ 11 ] |
| 2008 | Eisner Award | Melhor Série Continuada                      | Y: The Last Man                                | Venceu    | [ 12 ]        |
| 2009 | Prêmio Hugo  | Prêmio Hugo de Melhor História em Quadrinhos | Y: The Last Man Volume 10: Whys and Wherefores | Indicado  | [ 13 ]        |